# Ágnes Paul
Ágnes Paul (* 1981 in Budapest) ist eine ungarische Journalistin.

## Leben
Nach dem Studium der Handelswissenschaften an der Wirtschaftshochschule Budapest und der Übersetzung an der Technischen und Wirtschaftswissenschaftlichen Universität Budapest, arbeitete sie als Redakteurin bei der Deutschen Welle in Berlin, im Jahre 2005 übernahm sie die Leitung des ungarischen Fernsehsenders Filmmúzeum. Seit 2007 ist sie für die Kommunikation und Pressearbeit des ungarischen staatlichen Radiosenders Petőfi Rádió verantwortlich. Sie ist auch Moderatorin der deutschsprachigen Sendung mehr licht! im ungarischen Piratensender Tilos Rádió.